# Beata Leszczyńska-Madej
Beata Katarzyna Leszczyńska-Madej – polska inżynier, doktor habilitowany nauk technicznych.

## Życiorys
W 2002 r. ukończyła studia metalurgiczne w Akademii Górniczo-Hutniczej im. Stanisława Staszica, w 2007 r. obroniła pracę doktorską pt. Wpływ dużych prędkości odkształcenia materiałów metalicznych na formowanie elementów struktury o wymiarach nanometrycznych, której promotorem była prof. Maria Richert, w 2014 r. habilitowała się na podstawie pracy zatytułowanej Sposoby rozdrobnienia ziarn metodami intensywnych odkształceń plastycznych.
Została zatrudniona w Akademii Górniczo-Hutniczej im. Stanisława Staszica w Krakowie, oraz należy do Rady Dyscypliny Naukowej - Inżynierii Materiałowej AGH.